# 2013 w grach komputerowych
| Skróty platform | Skróty platform                                  |
| --------------- | ------------------------------------------------ |
| DC              | Dreamcast                                        |
| Droid           | Android                                          |
| DS              | Nintendo DS                                      |
| GB              | Game Boy                                         |
| GBA             | Game Boy Advance                                 |
| GBC             | Game Boy Color                                   |
| GCN             | GameCube                                         |
| iOS             | iOS                                              |
| Lin             | komputer osobisty z systemem operacyjnym Linux   |
| Mac             | komputer osobisty Mac                            |
| N64             | Nintendo 64                                      |
| NS              | Nintendo Switch                                  |
| PC              | komputer osobisty                                |
| PS1             | PlayStation                                      |
| PS2             | PlayStation 2                                    |
| PS3             | PlayStation 3                                    |
| PS4             | PlayStation 4                                    |
| PS5             | PlayStation 5                                    |
| PSP             | PlayStation Portable                             |
| PSVita          | PlayStation Vita                                 |
| Wii             | Wii                                              |
| WiiU            | Wii U                                            |
| Win             | komputer osobisty z systemem operacyjnym Windows |
| X360            | Xbox 360                                         |
| XONE            | Xbox One                                         |
| Xbox            | Xbox                                             |
| XSX             | Xbox Series                                      |

Artykuł opisuje ważne wydarzenia w 2013 roku w branży gier komputerowych. Zobacz też: historia gier komputerowych.

## I kwartał – styczeń-marzec
| Miesiąc       | Dzień | Tytuł                                       | Platforma      |
| S T Y C Z E Ń | 2     | Retro City Rampage                          | XBLA           |
| S T Y C Z E Ń | 3     | Unchained Blades                            | 3DS            |
| S T Y C Z E Ń | 8     | Anarchy Reigns                              | PS3, X360      |
| S T Y C Z E Ń | 8     | Earth Defense Force 2017                    | PSVita         |
| S T Y C Z E Ń | 10    | Fieldrunners 2                              | Win            |
| S T Y C Z E Ń | 15    | DmC: Devil May Cry                          | PS3, X360      |
| S T Y C Z E Ń | 17    | Kingdom Conquest II                         | iOS, Android   |
| S T Y C Z E Ń | 19    | Super Hexagon                               | Android        |
| S T Y C Z E Ń | 22    | The Cave                                    | PSN, WiiU      |
| S T Y C Z E Ń | 22    | Mad Dog McCree                              | PSN            |
| S T Y C Z E Ń | 22    | Ni no Kuni: Wrath of the White Witch        | PS3            |
| S T Y C Z E Ń | 23    | The Cave                                    | XBLA           |
| S T Y C Z E Ń | 23    | Strike Suit Zero                            | Win            |
| S T Y C Z E Ń | 24    | The Cave                                    | Win, Mac       |
| S T Y C Z E Ń | 24    | Might & Magic: Clash of Heroes              | iOS            |
| S T Y C Z E Ń | 25    | DmC: Devil May Cry                          | Win            |
| S T Y C Z E Ń | 29    | Dungeonland                                 | Win            |
| S T Y C Z E Ń | 29    | Heavy Fire: Shattered Spear                 | Win, PS3, X360 |
| S T Y C Z E Ń | 29    | Hitman: HD Trilogy                          | PS3, X360      |
| S T Y C Z E Ń | 30    | Skulls of the Shogun                        | XBLA, Win      |
| S T Y C Z E Ń | 31    | Antichamber                                 | Win            |
| S T Y C Z E Ń | 31    | Omerta: City of Gangsters                   | Win            |
| S T Y C Z E Ń | 31    | Sonic & All-Stars Racing Transformed        | Win            |
| L U T Y       | 4     | Fire Emblem: Awakening                      | 3DS            |
| L U T Y       | 5     | Dead Space 3                                | Win, PS3, X360 |
| L U T Y       | 5     | Fist of the North Star: Ken's Rage 2        | PS3, X360      |
| L U T Y       | 5     | Sly Cooper: Thieves in Time                 | PS3, PSVita    |
| L U T Y       | 7     | Fist of the North Star: Ken's Rage 2        | WiiU           |
| L U T Y       | 8     | We Sing 80s                                 | Wii            |
| L U T Y       | 10    | Brain Age: Concentration Training           | 3DS            |
| L U T Y       | 12    | Aliens: Colonial Marines                    | Win, PS3, X360 |
| L U T Y       | 12    | Pro Evolution Soccer 2013                   | 3DS            |
| L U T Y       | 12    | Sonic & All-Stars Racing Transformed        | 3DS            |
| L U T Y       | 19    | Crysis 3                                    | Win, X360, PS3 |
| L U T Y       | 19    | Metal Gear Rising: Revengeance              | PS3, X360      |
| L U T Y       | 26    | Dynasty Warriors 7: Empires                 | PSN            |
| L U T Y       | 26    | Etrian Odyssey IV: Legends of the Titan     | 3DS            |
| L U T Y       | 26    | Ninja Gaiden Sigma 2 Plus                   | PSVita         |
| L U T Y       | 26    | Rayman Legends                              | WiiU           |
| L U T Y       | 28    | Might & Magic Heroes VI: Shades of Darkness | Win            |

## II kwartał – kwiecień-czerwiec
| Miesiąc         | Dzień | Tytuł                  | Platforma  |
| K W I E C I E Ń | 4     | Tekken Card Tournament | iOS, Droid |
| C Z E R W I E C | 11    | Tekken Revolution      | PS3        |

## III kwartał – lipiec-wrzesień
| Miesiąc         | Dzień | Tytuł              | Platforma |
| W R Z E S I E Ń | 17    | Grand Theft Auto V | PS3, X360 |

## IV kwartał – październik-grudzień
| Miesiąc               | Dzień | Tytuł                | Platforma             |
| P A Ź D Z I E R N I K | 29    | Tekken Arena         | iOS, Droid            |
| L I S T O P A D       | 5     | Call of Duty: Ghosts | Win, PS3, X360, Wii U |
| L I S T O P A D       | 15    | Call of Duty: Ghosts | XONE                  |
| L I S T O P A D       | 25    | Call of Duty: Ghosts | PS4                   |